# Tohi à flancs roux
Pipilo erythrophthalmus
Espèce
Répartition géographique
- Aire de nidification
- Voie migratoire
- Présent à l'année
- Aire d'hivernage

Statut de conservation UICN

 LC  : Préoccupation mineure
Le Tohi à flancs roux (Pipilo erythrophthalmus) est une espèce de passereau appartenant à la famille des Passerellidae.

## Description
Cet oiseau mesure 19 à 20 cm.

## Habitat
Le Tohi à flancs roux peuple les zones de buissons, les bosquets, les lisières de forêts et les jardins.

## Répartition et sous-espèces

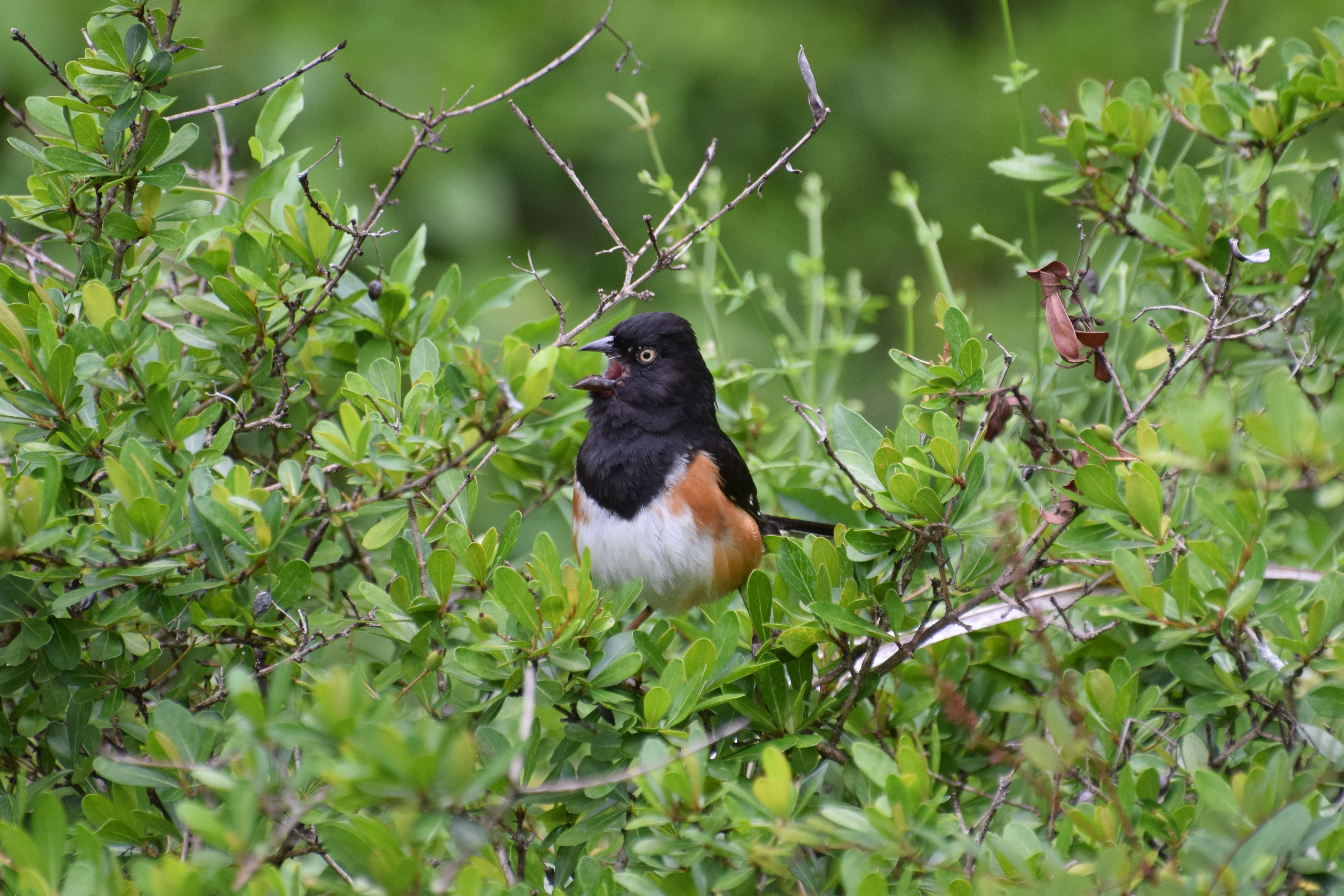
La sous-espèce P. e. alleni.

Selon la classification de référence du Congrès ornithologique international (15.1, 2025) il se répartit en quatre sous-espèces (ordre phylogénique) :
- P. e. erythrophthalmus (Linné, 1758) — centre/est du Canada et des États-Unis ;
- P. e. canaster Howell, 1913 — sud-est des États-Unis ;
- P. e. rileyi Koelz, 1939 — sud-est des États-Unis (littoral, sauf Floride) ;
- P. e. alleni Coues, 1871 — Floride yeux jaunes.